# Organizația Mondială de Box
World Boxing Organization (română Organizația Mondială de Box) este una din cele patru organizații majore consacrate de IBHOF care oficializează Campionatul Mondial de Box, alături de IBF, WBA și WBC. A fost fondată în 1988.
La categoria semimijlocie centura a fost câștigată și de un român, Mihai Leu, în 1997.

## Campioni actuali
Actualizat pe 27/03/2019
| Categorie            | Campion                 | Câștigat pe        | Zile campion |
| -------------------- | ----------------------- | ------------------ | ------------ |
| Mini flyweight       | Vic Saludar (PHI)       | 13 iulie 2018      | 2460         |
| Junior flyweight     | Ángel Acosta (PUR)      | 3 decembrie 2017   | 2671         |
| Flyweight            | Kosei Tanaka (JPN)      | 24 septembrie 2018 | 2376         |
| Junior bantamweight  | Donnie Nietes (PHI)     | 31 decembrie 2018  | 2278         |
| Bantamweight         | Zolani Tete (RSA)       | 22 aprilie 2017    | 2896         |
| Junior featherweight | Emanuel Navarrete (MEX) | 8 decembrie 2018   | 2301         |
| Featherweight        | Óscar Valdez (MEX)      | 23 iulie 2016      | 3169         |
| Junior lightweight   | Masayuki Ito (JPN)      | 28 iulie 2018      | 2434         |
| Lightweight          | Vasyl Lomachenko (UKR)  | 8 decembrie 2018   | 2301         |
| Junior welterweight  | Maurice Hooker (USA)    | 9 iunie 2018       | 2483         |
| Welterweight         | Terence Crawford (USA)  | 9 iunie 2018       | 2483         |
| Junior middleweight  | Jaime Munguia (MEX)     | 12 mai 2018        | 2511         |
| Middleweight         | Demetrius Andrade (USA) | 20 octombrie 2018  | 2350         |
| Super middleweight   | Gilberto Ramírez (MEX)  | 9 aprilie 2016     | 3274         |
| Light heavyweight    | Sergey Kovalev (RUS)    | 2 februarie 2019   | 2245         |
| Cruiserweight        | Oleksandr Usyk (UKR)    | 17 septembrie 2016 | 3113         |
| Heavyweight          | Anthony Joshua (UK)     | 31 martie 2018     | 2553         |

## Vezi și
- Lista campionilor mondiali la box, WBO

## Legături externe
- Site oficial WBO